# Chikkkadbur, Sindhnur
Chikkkadbur là một làng thuộc tehsil Sindhnur, huyện Raichur, bang Karnataka, Ấn Độ.